# Lockwood (Familienname)
Lockwood ist ein englischer Familienname.

## Namensträger
- Annea Lockwood (* 1939), neuseeländisch-amerikanische Komponistin und Musikpädagogin
- Belva Ann Lockwood (1830–1917), US-amerikanische Anwältin und Frauenrechtlerin
- Betty Lockwood, Baroness Lockwood (1924–2019), britische Politikerin (Labour Party)
- Bob Lockwood (1953–1989), US-amerikanischer Entertainer und Frauenimitator
- Bobby Lockwood (* 1993), britischer Schauspieler
- Charles A. Lockwood (1890–1967), US-amerikanischer Offizier, Vizeadmiral der United States Navy
- Daniel N. Lockwood (1844–1906), US-amerikanischer Politiker
- David Lockwood (1929–2014), britischer Soziologe und emeritierter Professor für Soziologie an der University of Essex
- Didier Lockwood (1956–2018), französischer Jazzgeiger und Komponist
- Frank Lockwood (1846–1897), englischer Anwalt und Politiker
- Francis Lockwood (* 1952), französischer Jazz- und Fusionmusiker
- Gary Lockwood (* 1937), US-amerikanischer Schauspieler
- Harold Lockwood (1887–1918), US-amerikanischer Schauspieler
- John Lockwood (* 1949), US-amerikanischer Jazzbassist
- Johnny Lockwood (1920–2013), britisch-australischer Schauspieler
- Julia Lockwood (1941–2019), englische Schauspielerin
- Kurt Lockwood (* 1970), US-amerikanischer Musiker und Pornodarsteller
- LeGrand Lockwood (1820–1872), US-amerikanischer Banker und Unternehmer
- Lewis Lockwood (* 1930), US-amerikanischer Musikwissenschaftler
- Margaret Lockwood (1916–1990), britische Schauspielerin
- Margaret Lockwood (1952–2023), englische Badmintonspielerin, siehe Margaret Beck
- Michael Lockwood (Indologe) (* 1933), US-amerikanischer Indologe
- Michael Lockwood (Philosoph) (1943/1944–2018), britischer Philosoph
- Mike Lockwood (Michael „Mike“ John Lockwood; 1971–2003), US-amerikanischer Wrestler
- Normand Lockwood (1906–2002),  US-amerikanischer Komponist und Musikpädagoge
- Patricia Lockwood (* 1982), US-amerikanische Schriftstellerin
- Raymond Lockwood (1928–2009), britischer Eiskunstläufer
- Rembrandt Lockwood (1815–1889), US-amerikanischer Maler und Architekt
- Robert Lockwood junior (1915–2006), US-amerikanischer Blues-Gitarrist
- Ronald Lockwood (* um 1930), englischer Badmintonspieler
- Roscoe Lockwood (1875–1960), US-amerikanischer Ruderer
- Ward Lockwood (1894–1963), US-amerikanischer Maler, Grafiker und Kunstpädagoge
- William Lockwood (Ruderer) (* 1988), australischer Ruderer
- William Lockwood (Eishockeyspieler) (* 1998), US-amerikanischer Eishockeyspieler
- William Burley Lockwood (1917–2012), britischer Sprachwissenschaftler
- Wilton Lockwood (1861–1914), US-amerikanischer Maler